# James Bryce (1er vicomte Bryce)
Pour les articles homonymes, voir James Bryce et Bryce.
James Bryce, 1er vicomte Bryce, né à Belfast le 10 mai 1838 et mort à Sidmouth le 22 janvier 1922, est un juriste, historien et homme politique britannique originaire d'Irlande.

## Biographie
Après des études à Glasgow, il entame une carrière de juriste à Londres, puis devient professeur de droit civil à l'université d'Oxford. Il publie en 1878 une Histoire du Saint-Empire romain germanique. Après un séjour en Arménie, il rédige un ouvrage sur la région du Caucase et du mont Ararat, dans lequel il revient par exemple sur la localisation supposée de l'arche de Noé. De 1907 à 1913, Bryce occupe les fonctions d'ambassadeur britannique aux États-Unis.
Lors de la Première Guerre mondiale, Bryce est désigné par le Premier ministre Herbert Henry Asquith pour enquêter sur de supposées atrocités allemandes en Belgique, puis sur le génocide arménien en Turquie. Son rapport, qui voit le jour en 1915, contient un compte rendu sévère des agissements allemands. En collaboration avec l'historien Arnold Joseph Toynbee, il rassemble plus tard des témoignages sur le massacre des Arméniens et provoque une vraie prise de conscience collective.
Il est président de la British Academy de 1913 à 1917.

## Publications
- The Flora of the Island of Aran, 1859
- The Holy Roman Empire, 1864
- Report on the Condition of Education in Lancashire, 1867
- The Trade Marks Registration Act, with Introduction and Notes on Trade Mark Law, 1877
- Transcaucasia and Ararat, 1877
- The American Commonwealth, 1888
- Impressions of South Africa, 1897
- Studies in History and Jurisprudence, 1901
- Studies in Contemporary Biography, 1903
- The Hindrances to Good Citizenship, 1909
- South America: Observations and Impressions, 1912
- University and Historical Addresses, 1913
- Essays and Addresses on War, June 1918
- Modern Democracies, 1921